# Oficina de Preservación Histórica del Estado
La Oficina de Preservación Histórica del Estado (en inglés, State Historic Preservation Office, SHPO) fue creada en 1966 bajo la sección 101 de la Ley Nacional de Preservación Histórica de 1966 (NHPA). Los fines de la SHPO son el estudio histórico y el reconocimiento de las propiedades, la revisión de candidaturas para las propiedades que deben incluirse en el Registro Nacional de Lugares Históricos, la revisión de empresas para los efectos sobre las propiedades, así como el apoyo a las organizaciones federales y estatales, a los gobiernos locales y al sector privado. Los estados son responsables de crear su propia SHPO, aunque los SHPO estatales tiene una regulación propia según las leyes de cada estado. Para enlazar estas diferencias con los SHPO, la Conferencia Nacional de Oficiales de los Estados de la Preservación Histórica (NCSHPO) fue creado como un “punto de contacto” según la Ley Nacional de Preservación Histórica.

## Historia
En 1966, la Ley Nacional de Preservación Histórica de 1966 (NHPA) inició sus operaciones. Como parte de la ley, la sección 101 implementó la designación del Programa de Preservación Histórica. Los funcionarios estatales, en la cual luego se llamaron Oficiales Estatales de la Preservación Histórica, se establecieron para la gestión de la preservación histórica subvenciones para el Servicio de Parques Nacionales (NPS). En los años 1970, estos SHPO experimentaron un crecimiento en poder, mientras se organizaban, eran eficientes y profesionales, clarificaron su relación con el Sistema de Parques Nacionales. Ellos también formaron una Conferencia Nacional de Oficiales para la Preservación Histórica para representarlos a nivel nacional, particularmente en Washington. El SHPO continuó ganando un rol específico, tomando la posición de Consejo Asesor de la Sección de revisión 106. En 1980 con la enmienda de la NHPA, las labores exactas de la SHPO fueron finalmente identificadas, definiendo su rol, en la cual permanece hasta ahora.